# Аль-Джаїш (Дамаск)
«Аль-Джаїш» (араб. الجيش) — сирійський футбольний клуб, що базується в Дамаску, заснований 1947 року. Клуб грає на стадіоні «Аль-Аббасіїн», який вміщує понад 45 000 осіб. Кольорами команди є червоний та білий. Є найтитулованішим клубом Сирії. Найбільшим досягненням клубу є перемога 2004 року у Кубку АФК.

## Досягнення
- Чемпіон Сирії (17): 1973, 1976, 1979, 1985, 1986, 1998, 1999, 2001, 2002, 2003, 2010, 2013, 2015, 2016, 2017, 2018, 2019
- Володар Кубка Сирії (9): 1967, 1986, 1997, 1998, 2000, 2002, 2004, 2013, 2014, 2018
- Володар Суперкубка Сирії (3): 2014, 2018, 2019
- Володар Кубка АФК (1): 2004